# Hadena pallidior
Hadena pallidior är en fjärilsart som beskrevs av Embrik Strand 1917. Hadena pallidior ingår i släktet Hadena och familjen nattflyn. Inga underarter finns listade i Catalogue of Life.